# 建设街道 (嘉兴市)
建设街道，中国浙江省嘉兴市南湖区下辖的一个街道。

## 沿革
1949年7月，建政时，取建设新嘉兴之意，划为嘉兴市建设区，设区政府。1951年7月，改为嘉兴市建设镇，设镇公所。1954年12月，改为建设镇街道办事处。1961年，曾为嘉兴市公社建设镇分社。1963年7月，又改为嘉兴镇建设街道办事处。1964年8月办事处撤销，直属嘉兴镇。1969年，又成立街道革命委员会。1978年复称嘉兴镇建设街道。办事处驻中山东路399弄5号。

## 辖区
该街道辖有：城东社区、南杨路社区、杨柳湾社区、百福弄社区、瓶山社区、丁家桥社区、紫阳社区。